# Mycosphaerella cruenta
Mycosphaerella cruenta är en svampart som beskrevs av Latham 1934. Mycosphaerella cruenta ingår i släktet Mycosphaerella och familjen Mycosphaerellaceae.   Inga underarter finns listade i Catalogue of Life.